# Che strano chiamarsi Federico
Che strano chiamarsi Federico (Hoe vreemd is het om Federico te heten) is een Italiaanse dramafilm uit 2013 onder regie van Ettore Scola.

## Verhaal
In 1939 leest de 9-jarige regisseur Ettore Scola de krant voor aan zijn grootvader. Hij beseft dan nog niet dat hij later de vriend zal worden van Federico Fellini, die op dat ogenblik journalist de kost verdient als journalist bij die krant. Fellini begint kort daarna films te regisseren. Scola is voorbestemd om in zijn voetsporen te treden. Op die manier begint een lange relatie tussen twee iconen van de Italiaanse cinema.

## Rolverdeling
- Tommaso Lazotti: Jonge Federico Fellini
- Maurizio De Santis: Federico Fellini
- Giacomo Lazotti: Ettore Scola als kind
- Giulio Forges Davanzati: Ettore Scola / Furio Scarpelli
- Ernesto D'Argenio: Marcello Mastroianni / Mameli Barbara
- Emiliano De Martino: Ruggero Maccari
- Fabio Morici: Giovanni Mosca
- Carlo Luca De Ruggieri: Alvaro De Torres
- Andrea Salerno: Steno
- Sergio Rubini: Madonnaro
- Sergio Pierattini: Regisseur
- Antonella Attili: Prostituee
- Vittorio Marsiglia: Komiek
- Vittorio Viviani: Verteller